# Shenyang J-31
Shenyang J-31 (F60), biệt danh "Cốt ưng" (鹘鹰), là một loại máy bay tiêm kích phản lực thế hệ thứ 5 hiện đang được Shenyang Aircraft Corporation phát triển. Giới truyền thông hay sử dụng các tên gọi F-60, J-31 và J-21 để chỉ loại máy bay này. Đây là loại máy bay dựa trên F-35 Lighting II của Hoa Kỳ.
Dù J-31 ban đầu không được chế tạo để xuất khẩu, song nó không đủ tốt và J-31 có thể sẽ không bao giờ xuất hiện trong trang bị của Quân đội Trung Quốc bởi loại máy bay này hoàn toàn không phải chương trình quốc gia, vì thế nó được chuyển sang dùng cho việc xuất khẩu. Chuyên gia quân sự Trung Quốc từng tự tin khẳng định J-31 sẽ là đối thủ đầy thách thức của F-35 trên thị trường vũ khí thế giới. Tuy nhiên trong khi sao chép F-22 và F-35 về hình dáng thì Trung Quốc vẫn chưa thể sản xuất động cơ cho J-31 khi vẫn phải sử dụng động cơ RD-93 do Nga chế tạo, việc không thể có được loại động cơ véctơ trọng lực có điều khiển nên không có ưu thế về khả năng cơ động linh hoạt.. Hiện nay, Trung Quốc đang phát triển mẫu động cơ WS-13 với lực đẩy 100 kN (22,000 lbf), dự định sẽ được sử dụng cho chiếc J-31.
Hiện tại không rõ loại máy bay này dùng động cơ gì nhưng khi bay nó để lại một dải khói đen sau lưng điều không thể chấp nhận được cho một loại máy bay tàng hình vì dải khói này làm tăng tính bộc lộ ra đa của máy bay, chính vì đặc điểm này mà J-31 bị đánh giá thấp ngay trong nước còn triển vọng cho thị trường xuất khẩu cũng không được tích cực như nhiều người đã mô tả. Ngoài ra hiện tại loại máy bay này chưa có khả năng tàng hình như mong đợi vì chưa có khả năng chế tạo vật liệu hấp thụ sóng ra đa và các máy bay gần đó có thể dò ra nó kể cả máy bay chở hàng và hiện tại nó cũng chưa được phép bay ở tốc độ siêu âm. Hai điểm yếu động cơ và vật liệu làm cho loại máy bay này hiện không được tính là máy bay thế hệ thứ năm mà chỉ là có hình dáng bên ngoài giống như thế cho đến khi tìm được cách khắc phục.

### Chuyến bay thử nghiệm
Các mẫu thử nghiệm được tiến hành với tốc độ cao bay chờ thử nghiệm và một thời gian ngắn đã cất cánh. Ngày 31 tháng 10 năm 2012, nguyên mẫu số 31001 tiến hành chuyến bay đầu tiên. Nó được đi kèm bởi hai  máy bay chiến đấu J-11. Sau mười phút chuyến bay thử nghiệm với các thiết bị hạ cánh của nó hạ cánh.
Với các chuyến bay thử nghiệm đầu tiên của mẫu No.31001 vào ngày 31 tháng 10 năm 2012, Trung Quốc trở thành quốc gia thứ hai sau năm 1991 chế tạo máy bay chiến lược, có hai máy bay chiến đấu tàng hình trong lĩnh vực thử nghiệm cùng một lúc. Chiếc máy bay đã tiếp tục một chương trình thử nghiệm hạn chế, với cảnh quay mới nổi của các chuyến bay tiếp tục diễn ra trong tháng 2 năm 2013.
Vào đầu tháng 4 năm 2014, hình ảnh mới của J-31 bắt đầu xuất hiện trên internet, khi nó bay với một động cơ mới, trông rất giống với WS-13 hiện đang chế tạo cho JF-17 Thunder cho PAF. [ 40 ]
Đầu tháng 11 năm 2014, J-31 máy bay chiến đấu đến Chu Hải, Trung Quốc, và bắt đầu chuẩn bị cho màn bay. Nó được cho là được công bố tại triển lãm hàng không Chu Hải năm 2014, và để thực hiện chuyến bay trình diễn.
J-31 đã công khai công bố vào ngày 12 tháng 11 năm 2014. Trong thời gian triển lãm hàng không, các J-31 / FC-31 cho thấy sự thiếu hiệu quả khí động học trong quá trình diễn tập bay. Chiếc máy bay bị tốn rất nhiều năng lượng và các phi công đã có một thời gian khó giữ mũi lên trong phiên nhau diễn tập khác. Cách đốt sau này cũng phải được tham gia thường xuyên để duy trì một con đường sử dụng năng lượng thích hợp. Chuyến bay được thực hiện khi các máy bay phản lực là "sạch", vì vậy kết quả sẽ tồi tệ hơn khi được trang bị với một máy bay chiến đấu. Tuy nhiên, một mô hình quy mô lớn của FC-31 trên màn hình đã cho thấy một số thay đổi chi tiết về cấu hình so với các mẫu thử nghiệm bay.

## Thiết kế
J-31 là một giữa trọng lượng, bánh lái đôi và hai động cơ phản lực có cấu hình điển hình thường được chia sẻ bởi các máy bay chiến đấu thế hệ thứ 5 khác như Sukhoi T-50. J-31 kết hợp các tính năng tàng hình nhất định như mong xuôi dốc lượng với diverterless cửa vào siêu âm (DSI) va chạm và tán cây hai mảnh.
J-31 dường như là một máy bay nhỏ hơn và nhanh nhẹn hơn Chengdu J-20 tương tự như một động cơ twin F-35C. dựa trên tàu sân Bill Sweetman
Vladimir Barkovsky của Nga tập đoàn MiG Corporation (trước đây gọi là Mikoyan-Gurevich Design Bureau) đã tuyên bố rằng, mặc dù một số lỗi trong thiết kế, các J-31 "trông giống như một máy tính tốt." Mặc dù nó có chứa các tính năng đã được sử dụng trên các máy bay chiến đấu thế hệ thứ năm của Mỹ, đó là "không phải là một bản sao, nhưng một thiết kế bản địa cũng được thực hiện."RD-93sQuý Châu WS-13JF-17Trung Quốc đang làm việc trên một phiên bản cải tiến có tên WS-13A với 100KN của lực đẩy để sử dụng trên J-31. Lin Zuoming, Chủ tịch Trung Quốc AVIC, đã nói rằng ông hy vọng sẽ đưa động cơ trong nước trên máy bay chiến đấu. [ 52 ]
Khi Trung Quốc xây dựng niềm tin trong phiên bản mới hơn, động cơ trong nước đáng tin cậy hơn và mạnh mẽ, họ có thể cấp năng lượng cho J-31 sớm hơn so với J-20 lớn hơn và với số lượng nhiều. [ 53 ]
Không quân Hoa Kỳ Trung tướng Charles Davis đã nói rằng trong khi các máy bay chiến đấu thế hệ thứ năm của Trung Quốc có thể đã sử dụng thông tin bị đánh cắp từ các chương trình F-35, dường như chẳng ảnh hưởng đến máy bay Mỹ. 
Không giống như F-35, J-31 sử dụng lớp phủ tàng hình. [ 55 ]
J-31 có một thân máy bay bằng phẳng hơn so với F-35; điều này cho thấy một ưu thế trên không tập trung rõ rệt hơn cho J-31, kể từ khi một kết quả thân phẳng trong một khoang vũ khí nhỏ hơn nhưng cải thiện hiệu quả nhiên liệu và tốc độ bằng cách giảm lực cản khí động học. 

## Tính năng kỹ chiến thuật (ước lượng)
Do máy bay vẫn đang phát triển, nên các thông số kỹ thuật được nêu ra dựa trên các hình ảnh chụp mẫu thử.
Dữ liệu lấy từ Chris Pocock and Aviation Week.
Đặc tính tổng quan
- Kíp lái: 1
- Chiều dài: 16,9 m (55 ft 5 in)
- Sải cánh: 11,5 m (37 ft 9 in)
- Chiều cao: 4,8 m (15 ft 9 in)
- Diện tích cánh: 40 m2 (430 foot vuông)
- Trọng lượng có tải: 17.500 kg (38.581 lb)
- Động cơ: 2 × Klimov RD-93 kiểu động cơ tuabin quạt trong có chế độ đốt tăng lực
- Vận tốc cực đại: Mach 1,8
- Bán kính chiến đấu: 1.250 km (777 mi; 675 nmi)
- Tầm bay chuyển sân: 4.000 km (2.485 mi; 2.160 nmi)

Vũ khí trang bị

- Mẫu thử không trang bị vũ khí, dự kiến sẽ có 12 giá treo vũ khí